# 김인옥
김인옥(金仁玉, 1950년 ~ )은 대한민국의 한일은행 소속 탁구 선수였다. 1970년 4월 일본 나고야 아시아 선수권대회에서 단체 금메달을 획득하였다.

## 참조
- 1970.4.9 동아일보